# Асимптотична рівність
Асимптотична рівність (еквівалентність) у математичному аналізі — відношення еквівалентності між функціями, визначеними в деякому проколотому околі точки, що означає рівність функцій поблизу цієї точки з як завгодно малою відносною похибкою. Асимптотичні рівності широко застосовують при обчисленні границь. Часто асимптотично еквівалентні функції називають просто еквівалентними, опускаючи слово асимптотично. Також досить поширеним є термін еквівалентні нескінченно малі, що є окремим випадком асимптотичної еквівалентності для нескінченно малих функцій.

## Мотивація
Про багато функцій часто говорять, що вони приблизно рівні або поводяться однаково поблизу деякої точки. Однак така термінологія надто розпливчаста, і, якщо ми справді хочемо говорити про однакову поведінку функцій, цьому слід дати формальне визначення.
Визначимо такий термін: говоритимемо, що функція {\displaystyle g(x)} наближає або апроксимує функцію {\displaystyle f(x)} поблизу точки {\displaystyle x_{0}} якщо для як завгодно малого числа можна взяти такий окіл, де ці функції будуть відрізнятися не більше ніж на це число. Мовою {\displaystyle \varepsilon ,\delta }:
{\displaystyle \forall \varepsilon >0\ \exists \delta >0\ \forall x\in (x_{0}-\delta ;x_{0})\cup (x_{0};x_{0}+\delta ):|f(x)-g(x)|<\varepsilon }
Не важко побачити, що це визначення означає рівність границі різниці функцій нулю при прямуванні до точки {\displaystyle x_{0}}. {\displaystyle |f(x)-g(x)|} є не що інше, як абсолютна похибка наближення функції {\displaystyle f(x)} функцією {\displaystyle g(x)}. При визначенні апроксимувальної в точці функції ми вимагаємо, щоб абсолютну похибку можна було зробити як завгодно малою. При цьому відносна похибка зовсім не обов'язково мала. Простий приклад: функція {\displaystyle -x} апроксимує функцію {\displaystyle x} у точці {\displaystyle 0}, оскільки в них однакова границя. Однак відносна похибка цієї апроксимації у всіх точках крім {\displaystyle 0} дорівнює {\displaystyle 200\%}.
Можна замість умови малості абсолютної похибки вимагати малість відносної. Функції з такою умовою й називають асимптотично еквівалентними[відсутнє в джерелі]. Відносну похибку (для не рівної нулю {\displaystyle f(x)} у деякому проколотому околі точки {\displaystyle x_{0}}) функцій {\displaystyle f(x)} і {\displaystyle g(x)} обчислюють за формулою {\displaystyle \left|{\frac {f(x)-g(x)}{f(x)}}\right|}. Умову асимптотичної еквівалентності формулюють тоді так:
{\displaystyle \forall \varepsilon >0\ \exists \delta >0\ \forall x\in (x_{0}-\delta ;x_{0})\cup (x_{0};x_{0}+\delta ):\left|{\frac {f(x)-g(x)}{f(x)}}\right|<\varepsilon }
Це, очевидно, еквівалентне умові {\displaystyle \lim _{x\to x_{0}}{\frac {g(x)}{f(x)}}=1}, яку найчастіше приймають як визначення асимптотичної еквівалентності.

## Визначення
Класичне визначення
Нехай {\displaystyle f(x)} і {\displaystyle g(x)} визначені в деякому проколотому околі точки {\displaystyle x_{0}} ({\displaystyle x_{0}} також може бути нескінченністю, як з певним знаком, так і беззнаковою) і {\displaystyle g(x)} не дорівнює {\displaystyle 0} в деякому проколотому околі. Функції {\displaystyle f(x)} і {\displaystyle g(x)} називають асимптотично рівними при {\displaystyle x\to x_{0}}, якщо:
{\displaystyle \lim _{x\to x_{0}}{\frac {f(x)}{g(x)}}=1}
Еквівалентність за базою
Звичайно, асимптотичну рівність можна розглядати не тільки для простого прямування аргументу до певного значення. Можна розглядати границю й з іншими базами: при прямуванні аргументу праворуч, ліворуч, за якоюсь підмножиною і взагалі за будь-якою базою. Тому є сенс визначити асимптотичну еквівалентність для будь-якої бази {\displaystyle {\mathfrak {B}}}. Нехай {\displaystyle f(x)} і {\displaystyle g(x)} визначено на деякому елементі бази {\displaystyle {\mathfrak {B}}} і {\displaystyle g(x)} не дорівнює {\displaystyle 0} на деякому елементі бази. Функції {\displaystyle f(x)} і {\displaystyle g(x)} називають асимптотично рівними за базою {\displaystyle {\mathfrak {B}}}, якщо:[відсутнє в джерелі]
{\displaystyle \lim _{\mathfrak {B}}{\frac {f(x)}{g(x)}}=1}
Загальний випадок
Поняття асимптотичної рівності можна узагальнити й на випадок, якщо умова нерівності нулю {\displaystyle g(x)} не виконується в жодному околі. Нехай {\displaystyle f(x)} і {\displaystyle g(x)} визначено на деякому елементі бази {\displaystyle {\mathfrak {B}}}. Функції {\displaystyle f(x)} і {\displaystyle g(x)} називають асимптотично рівними за базою {\displaystyle {\mathfrak {B}}} якщо функцію {\displaystyle f(x)} можна подати у вигляді {\displaystyle f(x)=\varepsilon (x)g(x)}, де {\displaystyle \lim _{\mathfrak {B}}\varepsilon (x)=1}.
Через о-мале
Еквівалентне визначення асимптотичної рівності можна дати з використанням поняття о-малого. Нехай {\displaystyle f(x)} і {\displaystyle g(x)} визначене на деякому елементі бази {\displaystyle {\mathfrak {B}}} і {\displaystyle g(x)} не дорівнює {\displaystyle 0} на деякому елементі бази. Функції {\displaystyle f(x)} і {\displaystyle g(x)} називають асимптотично рівними за базою {\displaystyle {\mathfrak {B}}} якщо функцію {\displaystyle f(x)} можна подати у вигляді {\displaystyle f(x)=g(x)+o(f(x))}, де {\displaystyle o(f(x))} є о-мале від {\displaystyle f(x)} за базою {\displaystyle {\mathfrak {B}}}.
Через нескінченно малу
Для загального випадку наведене вище визначення через о-мале можна сформулювати, використовуючи поняття нескінченно малої. Нехай {\displaystyle f(x)} і {\displaystyle g(x)} визначено на деякому елементі бази {\displaystyle {\mathfrak {B}}}. Функції {\displaystyle f(x)} і {\displaystyle g(x)} називають асимптотично рівними за базою {\displaystyle {\mathfrak {B}}} якщо функцію {\displaystyle f(x)} можна подати у вигляді {\displaystyle f(x)=g(x)+o(1)f(x)}, де {\displaystyle o(1)} — нескінченно мала за базою {\displaystyle {\mathfrak {B}}}.
Для позначення асимптотичної рівності використовують тильду : {\displaystyle f(x)\sim g(x)}.

## Відношення еквівалентності
Асимптотична рівність за деякою базою в повному розумінні є відношенням еквівалентності на множині визначених на деякому елементі бази функцій, тобто воно рефлексивне, симетричне і транзитивне. Тому множину таких функцій можна розбити на класи еквівалентності.
Будь-які дві функції, що мають однакову скінченну ненульову границю, еквівалентні між собою. З іншого боку, еквівалентність функції деякій функції з ненульовою скінченною межею автоматично тягне за собою рівність їхньої границі. Отже, множина функцій з однаковою скінченною ненульовою границею утворює клас еквівалентності.
Зовсім не така ситуація з нескінченно малими, нескінченно великими і функціями, які не мають границі. Саме такі еквівалентності й цікаві. Еквівалентність двох функцій спричиняє рівність їхніх границь (або їх неіснування), тому можна розглядати окремо класи еквівалентності нескінченно великих і нескінченно малих функцій.

## приклади
Поліном при {\displaystyle x\to \infty } еквівалентний своєму ненульовому доданку зі старшим степенем, а при {\displaystyle x\to 0} — з молодшим.
{\displaystyle a_{n}x^{n}+a_{n-1}x^{n-1}+\dots +a_{1}x+a_{0}\sim a_{n}x^{n}} при {\displaystyle x\to \infty ,a_{n}\neq 0}
{\displaystyle a_{n}x^{n}+a_{n-1}x^{n-1}+...+a_{m+1}x^{m+1}+a_{m}x^{m}\sim a_{m}x^{m}} при {\displaystyle x\to 0,a_{m}\neq 0}
При обчисленні границь у багатьох підручниках наводять таблиці еквівалентності для деяких елементарних функцій:
| Функція 1                               | Функція 2                          |
| --------------------------------------- | ---------------------------------- |
| {\displaystyle \sin x}                  | {\displaystyle x}                  |
| {\displaystyle \operatorname {tg} x}    | {\displaystyle x}                  |
| {\displaystyle \arcsin x}               | {\displaystyle x}                  |
| {\displaystyle \operatorname {arctg} x} | {\displaystyle x}                  |
| {\displaystyle 1-\cos x}                | {\displaystyle {\frac {x^{2}}{2}}} |
| {\displaystyle e^{x}-1}                 | {\displaystyle x}                  |
| {\displaystyle \ln(1+x)}                | {\displaystyle x}                  |
| {\displaystyle (1+x)^{\alpha }-1}       | {\displaystyle \alpha x}           |
| {\displaystyle \operatorname {sh} x}    | {\displaystyle x}                  |
| {\displaystyle \operatorname {th} x}    | {\displaystyle x}                  |
| {\displaystyle \operatorname {arsh} x}  | {\displaystyle x}                  |
| {\displaystyle \operatorname {arth} x}  | {\displaystyle x}                  |
| {\displaystyle \operatorname {ch} x-1}  | {\displaystyle {\frac {x^{2}}{2}}} |

Досить відомою є формула Стірлінґа, що наближає факторіал неперервною функцією:
{\displaystyle n!\sim {\sqrt {2\pi n}}\left({\frac {n}{e}}\right)^{n}} при {\displaystyle n\to \infty }
Асимптотики корисні в оцінці комбінаторних величин з досить великими параметрами. Наприклад, підставивши формулу Стірлінга в явну формулу обчислення біномного коефіцієнта, можна отримати, що:
{\displaystyle {\binom {2n}{n}}\sim {\sqrt {\frac {1}{\pi n}}}2^{2n}} при {\displaystyle n\to \infty }
Кількість простих чисел, менших за певне задане число, також має просте асимптотичне наближення:
{\displaystyle \pi (n)\sim {\frac {n}{\ln {n}}}} при {\displaystyle n\to \infty } ,
де {\displaystyle \pi (n)} — кількість простих чисел, менших від {\displaystyle n}.

## Властивості
- Відносна похибка прямує до нуля. Якщо {\displaystyle f(x)\sim g(x)} за базою {\displaystyle {\mathfrak {B}}}, то відносна похибка за цією базою прямує до нуля. Ця властивість і приводить загалом до визначення асимптотичної рівності. Зауважимо, що абсолютна похибка не повинна прямувати до нуля. Приклад: {\displaystyle x\sim x+1} при {\displaystyle x\to \infty } але їхня абсолютна похибка стала і дорівнює {\displaystyle 1}.
- Заміна на еквівалентне в границі. Якщо {\displaystyle f(x)\sim g(x)} за базою {\displaystyle {\mathfrak {B}}}, то {\displaystyle \lim _{\mathfrak {B}}f(x)=\lim _{\mathfrak {B}}g(x)} у тому сенсі, що границі або рівні, або обидві не існують.

Ця властивість дозволяє замінювати вираз під знаком границі еквівалентним. Саме на ньому заснована техніка обчислення границь за допомогою еквівалентності.
- Алгебраїчні операції над еквівалентностями. Нехай далі {\displaystyle f(x)\sim f_{1}(x)}, {\displaystyle g(x)\sim g_{1}(x)}, {\displaystyle m\in \mathbb {N} } за базою {\displaystyle {\mathfrak {B}}}. Тоді

{\displaystyle f(x)g(x)\sim f_{1}(x)g_{1}(x)} за базою {\displaystyle {\mathfrak {B}}}.
{\displaystyle {\frac {f(x)}{g(x)}}\sim {\frac {f_{1}(x)}{g_{1}(x)}}} за базою {\displaystyle {\mathfrak {B}}}.
{\displaystyle (f(x))^{m}\sim (f_{1}(x))^{m}} за базою {\displaystyle {\mathfrak {B}}}.
Усі рівності тут у сенсі границі або рівні, або обидві не існують. Останню властивість можна узагальнити й на випадок дробового степеня, проте, оскільки від'ємні числа підносити до нецілого степеня не можна, слід попередньо перевірити, чи будуть підсумкові функції визначені на якомусь елементі бази. Для арифметичних коренів непарного степеня властивість можна застосувати без додаткових перевірок.
Ці властивості широко використовують для обчислення границі. Приклад:
{\displaystyle \lim _{x\to 0}{\frac {\sin x(e^{x}-1)}{(\ln(x+1))^{2}\cdot e^{x-1}}}=\lim _{x\to 0}{\frac {x\cdot x}{x^{2}\cdot e^{-1}}}=e}
Зауважимо, що аналогічної властивості для суми немає: сума еквівалентних не мусить бути еквівалентною сумі.
- Подання через о-мале. {\displaystyle f(x)\sim g(x)\Leftrightarrow f(x)=g(x)+o(f(x))=g(x)+f(x)o(1)}

Оскільки це альтернативне визначення еквівалентності, його можна використовувати й у зворотний бік. Наприклад: {\displaystyle x+\ln x\sim x} при {\displaystyle x\to +\infty }, оскільки {\displaystyle \ln x=o(x)}. Це дозволяє в еквівалентностях позбавлятися малих доданків. Приклад:
{\displaystyle \lim _{x\to +\infty }(e^{x}-x^{1}0-lnx)=\lim _{x\to +\infty }e^{x}=+\infty }
Цю властивість у прямий бік часто використовують у комбінації з таким:
- o-мале є о-мале від еквівалентного. {\displaystyle f(x)\sim g(x)\Rightarrow o(f(x))=o(g(x))}

Попри те, що в сумі на еквівалентні замінювати не можна, можна скористатися останніми двома властивостями:
{\displaystyle \lim _{x\to 0}{\frac {\sin x+\ln(x+1)}{e^{x}-1+\operatorname {arctg} {x}}}=\lim _{x\to 0}{\frac {x+o(\sin x)+x+o(\ln(x+1))}{x+o(e^{x}-1)+o(\operatorname {arctg} {x})}}=\lim _{x\to 0}{\frac {2x+o(x)}{2x+o(x)}}=\lim _{x\to 0}{\dfrac {2x+o(1)x}{2x+o(1)x}}=\lim _{x\to 0}{\dfrac {2+o(1)}{2+o(1)}}={\frac {2}{2}}=1}
- Якщо функції еквівалентні за деякою базою, то вони еквівалентні за будь-якою сильнішою базою. Приклад: {\displaystyle \sin x\sim x} при {\displaystyle x\to 0}, отже вони еквівалентні і при {\displaystyle x\to 0+}.

Теорема про еквівалентність складних функцій, як і теорема про границю складеної функції, має непросте формулювання. Сформулюємо 3 варіанти цієї теореми:
- Еквівалентність складених функцій.
  - Для неперервних функцій. Нехай {\displaystyle f(x)\sim g(x)} при {\displaystyle x\to x_{0}}, {\displaystyle f(x)} і {\displaystyle g(x)} неперервні в точці {\displaystyle x_{0}}, {\displaystyle \lim _{\mathfrak {B}}h(x)=x_{0}}. Тоді {\displaystyle f(h(x))\sim g(h(x))} за базою {\displaystyle {\mathfrak {B}}}.

Версія теореми для неперервних функцій, втім, покриває більшість прикладів, які трапляються на практиці. Наприклад: {\displaystyle \sin {\dfrac {1}{x}}\sim {\dfrac {1}{x}}} при {\displaystyle x\to \infty }. Для розривних функцій потрібна додаткова умова.
- Для розривних функцій. Нехай {\displaystyle f(x)\sim g(x)} при {\displaystyle x\to x_{0}}, {\displaystyle \lim _{\mathfrak {B}}h(x)=x_{0}}, {\displaystyle h(x)} на деякому елементі бази ніде не набуває значення {\displaystyle x_{0}}. Тоді {\displaystyle f(h(x))\sim g(h(x))} за базою {\displaystyle {\mathfrak {B}}}.

Обидві ці властивості є наслідком загальної теореми для границь за довільною базою.
- Для будь-якої бази. Нехай {\displaystyle f(x)\sim g(x)} за {\displaystyle {\mathfrak {D}}}, {\displaystyle h(x)} визначено на деякому елементі бази {\displaystyle {\mathfrak {B}}} і для будь-якого елемента {\displaystyle d} бази {\displaystyle {\mathfrak {D}}} існує елемент {\displaystyle b} бази {\displaystyle {\mathfrak {B}}}, такий що {\displaystyle h(b)\subseteq d}. Тоді {\displaystyle f(h(x))\sim g(h(x))} за базою {\displaystyle {\mathfrak {B}}}.

- Нехай {\displaystyle f(x)} і {\displaystyle g(x)} додатні на деякому елементі бази. {\displaystyle f(x)\sim g(x)} тоді й лише тоді, коли {\displaystyle \ln {f(x)}=\ln {g(x)}+o(1)}.
- Якщо {\displaystyle f(x)\sim g(x)}, {\displaystyle c=\operatorname {const} {}} і {\displaystyle A(x)=(c+o(1))^{f(x)}}, то {\displaystyle A(x)=(c+o(1))^{g(x)}}.
- Еквівалентність рядів. За теоремою Штольца, для двох нескінченних рядів:

{\displaystyle \sum \limits _{n=0}^{\infty }{a_{n}}} і {\displaystyle \sum \limits _{n=0}^{\infty }{b_{n}}} ,
якщо {\displaystyle \forall n:\ b_{n}>0} і ряд:
{\displaystyle \sum \limits _{n=0}^{\infty }{b_{n}}}
розбіжний, то з {\displaystyle a_{n}\sim b_{n}} випливає, що:
{\displaystyle \sum \limits _{k=0}^{n}{a_{k}}\sim \sum \limits _{k=0}^{n}{b_{k}}} .

## Порядок
Подібним за змістом до асимптотичної рівності, але менш строгим відношенням є наявність однакового порядку функцій. Кажуть, що функції {\displaystyle f(x)} і {\displaystyle g(x)} мають однаковий порядок, якщо {\displaystyle \exists a,A:\ \exists X:\ \forall x>X:ag(x)\leqslant f(x)\leqslant Ag(x)} . У цьому випадку використовують позначення {\displaystyle f(x)=\Theta (g(x))} або {\displaystyle f(x)\in \Theta (g(x))}. Якщо ці функції нескінченно малі, порядок зазвичай називають порядком малості, і якщо нескінченно великі, то порядком зростання.
При цьому з однаковості порядку не випливає існування сталої {\displaystyle c} такої, що {\displaystyle cf(x)\sim g(x)}. Для прикладу досить помітити, що {\displaystyle x(1+|\sin {x}|)=\Theta (x)}, оскільки {\displaystyle x\leqslant x(1+|\sin {x}|)\leqslant 2x}, проте немає такої сталої {\displaystyle c}, що {\displaystyle x(1+|\sin {x}|)\sim cx}.